# Solanum bombycinum
Solanum bombycinum är en potatisväxtart som beskrevs av Carlos M. Ochoa. Solanum bombycinum ingår i släktet skattor som ingår i familjen potatisväxter. Inga underarter finns listade i Catalogue of Life.